# Soul Kiss (album)
Soul Kiss è un album di Olivia Newton-John pubblicato dall'etichetta discografica Mercury Records nel 1985.

## Tracce
1. Toughen Up – 3:51
2. Soul Kiss – 4:32
3. Queen of the Publication – 3:55
4. Emotional Tangle – 4:05
5. Culture Shock – 3:52
6. Moth to a Flame – 3:46
7. Overnight Observation – 4:27
8. You Were Great, How Was I? – 3:46
9. Driving Music – 3:41
10. The Right Moment – 3:44

## Formazione
- Olivia Newton-John - voce, cori, vocoder
- John Farrar - chitarra, cori, vocoder, sintetizzatore
- Nathan East - basso
- Carlos Vega - batteria
- Greg Phillinganes - sintetizzatore
- Mike Fisher - percussioni
- Lee Ritenour - chitarra
- Abraham Laboriel - basso
- Vinnie Colaiuta - batteria
- Paulinho da Costa - percussioni
- Billy Thorpe - sintetizzatore
- Steve Lukather - chitarra
- Tom Snow - sintetizzatore
- Michael Landau - chitarra
- Mark Goldenberg - sintetizzatore
- Geoffrey Hales - batteria elettronica
- Steve Kipner - sintetizzatore
- Larry Williams - sax
- Gary Herbig - sax
- Joel Peskin - sax
- Tom Scott - sax, lyricon
- Katey Sagal - cori

Note aggiuntive
- John Farrar - produttore